# Tuborg Havn
Tuborg Havn er en tidligere industri- og færgehavn i Hellerup, som i dag fungerer som lystbådehavn.
Tuborg Havn ligger ud til Øresund i den nordlige del af Svanemøllebugten, ved grænsen til Københavns kommune. Havnen blev anlagt i årene 1869-72 som led i etableringen af Tuborgs Fabrikker, der åbnede i 1873, da havnen var færdig.
Tuborg Havn drives i dag af Kongelig Dansk Yachtklub. Havnen har en vanddybde på 5,5 meter i det ydre og 4,5 meter i det indre havnebassin.
Tuborg Havn betegner i dag tillige et moderne erhvervs- og boligområde omkring havnen.

## Færgetrafik fra Tuborg havn
Havnen fungerede i mange år som færgehavn, især for trafik over Øresund til Landskrona i Skåne. I slutningen af 1960'erne og frem til 1976 gik der også færger til Lübecks havneby Travemünde i Slesvig-Holsten, Tyskland. Færgeruten til Tyskland var egentlig Helsingborg-Travemünde, men for at øge trafikken begyndte færgerne også at lægge til i Tuborg Havn. Ruten blev dog ikke anvendt til trafik mellem Tuborg og Helsingborg. Enten kørte man om bord på færgen i Helsingborg eller i Tuborg Havn og kørte af i den tyske havn. Den modsatte vej kørte alle biler om bord i Travemünde og kørte af enten i Tuborg eller Helsingborg.
Landskrona
Færgetrafikken til Landskrona begyndte straks efter, at svenske Linjebuss eller LB-færgerne indledte konkurrencen med DSB på ruten Helsingør-Helsingborg. Ruten Landskrona-Tuborg (eller Landskrona-København) tilhørte den samme koncern som LB, men opererede under det formelle navn Skandinavisk Linjetrafik eller SL-færgerne. Overfartstiden var 70 minutter, og frem til 1974 var der afgang hver time (med tre færger). Da SL i 1974 satte den 115 meter lange Stella Scarlett, i trafik (Stella Scarlett har stadig rekorden for længste færge, der har sejlet i rutefart på Øresund), forsvandt to mindre færger. Der blev nu afgang hver halvanden time: "Scania" og Dana Scarlett, den sidste blev dog reservefærge for både SL og LB til 1981, og for LB alene til 1984. I 1971 var også den mindste færge på ruten, Linda Scarlet, blevet erstattet af den forholdsvis store Svea Scarlett.
Tysklandsruten
Tysklandsruten tilhørte samme koncern, men fik navnet Traveline eller TL-færgerne, ofte omtalt som "LB/SL/TL-færgerne".
Tysklandstrafikken ophørte i 1976, og fra 1. oktober 1980 flyttede den svenske forbindelse fra Landskrona til den centrale havn i Malmø. Ruten var længere, idet færgerne skulle sejle uden om øen Saltholm. Den nye rute til Malmø var en fiasko, og ruten Tuborg-Malmø lukkede efter 11 måneder. Overfarten tog lidt længere tid, og tiden mellem afgangene måtte forlænges. Yderligere var ruten presset af konkurrence fra Flyvebådene, der sejlede direkte til Havnegade i København, ligesom lastvogne havde problemer ved den centrale havn i Malmø. Dertil kom, at overfarten mellem Dragør og Limhamn (i det sydligste Malmø) kun varede 50 minutter, ligesom der var afgang hver time.
Scarlet Line
Mellem 1981 og 1984 sejlede kun mindre både mellem Landskrona og Nordre Toldbod eller Havnegade (forskellige havnepladser, både og år), og de sejlede ikke om vinteren. Fra 1985 begyndte atter færgetrafik mellem Tuborg Havn og Landskrona, dog ikke i perioden fra jul til begyndelsen af april.
Færgen var Dana Scarlett, bygget på Öresundsvarvet i Landskrona, der havde besejlet ruten 1964-1974. Den ny linje fik navnet Scarlet Line ("SL").
I foråret 1991 omdannedes Scarlett Line, og to såkaldte Superflex-færger blev indsat på ruten sammen med Dana Scarlet, med afgange hver time. Da dele af personalet blev udskiftet over en nat, fulgte store protester fra det tidligere personale, og i efteråret 1993 lukkede Scarlett Line ruten.

## Havnearealernes udvikling
Tuborg Havn blev oprindeligt anlagt som industrihavn for Tuborgs Fabrikker, der var placeret på arealerne omkring havnen. Efter nedlæggelsen af produktionen på Tuborg Bryggerierne i 1996 er størsteparten af Tuborg Bryggeriernes industribygninger revet ned, og der er på havnearealerne i stedet opført bolig- og erhvervsbyggeri i et nyt byområde. De opførte beboelseslejligheder er blandt de dyreste i Danmark.
En række større virksomheder har hovedsæde i Tuborg Havns erhvervsbyggeri, herunder PricewaterhouseCoopers, Saxo Bank, Torm, Norden, Regus og PKA. På havnearealerne ligger butikscentret Waterfront Shopping.
Arkitektfirmaet Vilhelm Lauritzen har stået for den overordnede planlægning af Tuborg Syd og har tegnet en række af havnens markante bygninger. Udviklingen af Tuborg Nord er overordnet tilrettelagt af Arkitektfirmaet C. F. Møller.
Der er planer om at bygge flere boliger på det nuværende (2018) ubebyggede areal i den sydlige ende, kaldet Tuborg Syd.